# 砂丘 (アルバム)
『砂丘』（Zabriskie Point）は、ミケランジェロ・アントニオーニによる同名映画のサウンドトラック・アルバム。オリジナルは1970年3月にリリースされ、ピンク・フロイド、グレイトフル・デッド、カレイドスコープなど、アントニオーニが選んだ現代のロック・アーティストの録音した曲が収録されている。
1997年の再リリース盤（デラックス・エディション）には、映画で使用されたジェリー・ガルシアとピンク・フロイドによるボーナス・トラックがそれぞれ4曲ずつ収録されているが、オリジナルのサウンドトラックには収録されていなかったものである。ドアーズのジム・モリソンはこの映画のために「L'America」という曲を書いたが、アントニオーニによって使用を拒まれた（「L'America」は後にドアーズのアルバム『L.A.ウーマン』に収録された）。ローリング・ストーンズの曲「ユー・ガット・ザ・シルヴァー」は、映画の中でフィーチャーされているが、このアルバムには収録されていない。

## ピンク・フロイド
ピンク・フロイドのアルバムへの提供曲は、『ウマグマ』リリース後の1969年11月と12月に録音された。「Come in Number 51, Your Time Is Up」は、1968年12月にシングルB面としてリリースされた「Careful with That Axe, Eugene」の再録音である。「Love Scene (Version 4)」はリック・ライトによるソロ・ピアノ作品。「Country Song」（「The Red Queen」としても知られている）は、チェスのメタファーが詰まったバラードである。「Unknown Song」（「Rain in the Country」としても知られる）は、リラックスしたインストゥルメンタル。「Love Scene (Version 6)」（「Alan's Blues」としても知られている）は、ブルージーなインストゥルメンタルとなっている。「Fingal's Cave」というタイトルの曲と「Oenone」というタイトルの曲が録音されたが、完成したアルバムには収録されなかった。
ピンク・フロイドは同セッション中、他にも未発表曲も録音していた。最も注目すべきは、当時「The Violent Sequence」として知られていた長い作品である（後に『Dark Side of the Moon Immersion Box Set』にてリリースされた）。これは後にアルバム『狂気』収録の「アス・アンド・ゼム」として作り直されている。これらのセッションからの未発表スタジオ作品の追加トラックが、2016年に『The Early Years 1965–1972』（「Vol. 4: 1970: Devi/ation」）にて発表された。

## 批評・評価
「ヴィレッジ・ヴォイス」紙の批評家ロバート・クリストガウは、サウンドトラック・アルバムは映画よりも「かなり深く、より一貫したもの」になっていると述べた。オールミュージックのスティーヴン・マクドナルドは、後にこの曲を「奇妙な曲が混ざり合っている」と評したが、ピンク・フロイドの録音としては「聴く価値がある」とも述べた。

## 収録曲
| #         | タイトル | 作詞      | 作曲・編曲 | アーティスト                              | 時間 |
| --------- | --- | --------- | ---------- | ----------------------------------------- | ---- |
| 1.        | 「若者の鼓動 - Heart Beat, Pig Meat」(David Gilmour/Roger Waters/Richard Wright/Nick Mason)                                                  |           |            | ピンク・フロイド                          | 3:12 |
| 2.        | 「ブラザー・マリー - Brother Mary」(David Lindley)                                                                                           |           |            | カレイドスコープ                          | 2:42 |
| 3.        | 「ダーク・スター - Excerpt from Dark Star」(Jerry Garcia/Mickey Hart/Robert Hunter/Bill Kreutzmann/Phil Lesh/Ron "Pigpen" McKernan/Bob Weir) |           |            | グレイトフル・デッド                      | 2:32 |
| 4.        | 「崩れゆく大地 - Crumbling Land」(Gilmour/Waters/Wright/Mason)                                                                               |           |            | ピンク・フロイド                          | 4:16 |
| 5.        | 「テネシー・ワルツ - Tennessee Waltz」(Pee Wee King/Redd Stewart)                                                                            |           |            | パティ・ペイジ                            | 3:03 |
| 6.        | 「シュガー・ベイブ - Sugar Babe」(Jesse Colin Young)                                                                                         |           |            | ヤングブラッズ                            | 2:13 |
| 7.        | 「ラヴ・シーン - Love Scene」(Garcia) |           |            | ジェリー・ガルシア (グレイトフル・デッド) | 7:02 |
| 8.        | 「一人ものになれたら - I Wish I Was a Single Girl Again」(Roscoe Holcomb)                                                                    |           |            | ロスコー・ホルコム                        | 1:56 |
| 9.        | 「ミッキーの歌 - Mickey's Tune」(Lindley) |           |            | カレイドスコープ                          | 1:42 |
| 10.       | 「死のダンス - Dance of Death」(John Fahey)                                                                                                  |           |            | ジョン・フェイヒー                        | 2:43 |
| 11.       | 「51号の幻想 - Come in Number 51, Your Time Is Up」(Gilmour/Waters/Wright/Mason)                                                             |           |            | ピンク・フロイド                          | 5:01 |
| 合計時間: | 合計時間: | 合計時間: | 36:22      |                                           |      |

| #         | タイトル                                                                                 | 作詞      | 作曲・編曲 | アーティスト       | 時間 |
| --------- | ---------------------------------------------------------------------------------------- | --------- | ---------- | ------------------ | ---- |
| 1.        | 「ラヴ・シーン （ヴァージョン1） - Love Scene Improvisations (Version 1)」(Garcia)       |           |            | ジェリー・ガルシア | 6:18 |
| 2.        | 「ラヴ・シーン （ヴァージョン2） - Love Scene Improvisations (Version 2)」(Garcia)       |           |            | ジェリー・ガルシア | 8:00 |
| 3.        | 「ラヴ・シーン （ヴァージョン3） - Love Scene Improvisations (Version 3)」(Garcia)       |           |            | ジェリー・ガルシア | 7:52 |
| 4.        | 「ラヴ・シーン （ヴァージョン4） - Love Scene Improvisations (Version 4)」(Garcia)       |           |            | ジェリー・ガルシア | 8:04 |
| 5.        | 「カントリー・ソング - Country Song」(Gilmour/Waters/Wright/Mason)                       |           |            | ピンク・フロイド   | 4:37 |
| 6.        | 「アンノウン・ソング - Unknown Song」(Gilmour/Waters/Wright/Mason)                       |           |            | ピンク・フロイド   | 6:01 |
| 7.        | 「ラヴ・シーン （ヴァージョン6） - Love Scene (Version 6)」(Gilmour/Waters/Wright/Mason) |           |            | ピンク・フロイド   | 7:26 |
| 8.        | 「ラヴ・シーン （ヴァージョン4） - Love Scene (Version 4)」(Wright)                      |           |            | ピンク・フロイド   | 6:45 |
| 合計時間: | 合計時間:                                                                                | 合計時間: | 55:03      |                    |      |